# Witkruinkolibrie
De witkruinkolibrie (Microchera albocoronata) is een uiterst kleine vogel (6½ cm, 2½ g) toegeschreven als enige soort aan een geslacht uit de familie der kolibries (Trochilidae). De soort komt voor in het nevelwoud van Honduras, Nicaragua, Costa Rica en Panama. De mannetjes zijn iriserend paars met een wit voorhoofd. Het wijfje heeft een iriserend bronsgroene bovenkant en een vuilwitte onderkant.

## Verwantschap
DNA-analyse heeft aangetoond dat er negen hoofdgroepen kolibries zijn. De witkruinkolibrie behoort tot de geslachtengroep briljantkolibies Trochilini, waartoe onder andere de geslachten Amazilia en Campylopterus behoren.

## Uiterlijk
De basiskleur van de mannetjes is zwart met een opvallende rood/paars/bronskleurige weerschijn, heeft een opvallende stralend wit voorhoofd, en witte buitenste staartpennen. Het wijfje heeft een iriserend bronsgroene bovenkant, een vuilwitte onderkant, en vuilwitte buitenste staartpennen. Juvenielen zijn doffer gekleurd dan de wijfjes.

## Verspreiding
De witkruinkolibrie heeft twee ondersoorten:
- M. a. albocoronata komt voor in westelijk en centraal Panama zowel aan de Caraïbische als de Pacifische zijde van de waterscheiding.
- M. a. parvirostris wordt waargenomen op de Caraïbische zijde van de waterscheiding tussen zuidelijk Honduras tot zuidelijk Costa Rica, en mogelijk westelijk Panama. Bij deze ondersoort is er minder wit op de buitenste staartpennen en is dit ook minder scherp afgegrensd.[5]

## Leefgebied
Witkruinkolibries komen zeer lokaal voor in montane altijdgroene nevelwouden, waar ze meestal voedsel zoeken hoog in de boomkruinen, aan de woudrand of in de omliggende open bossen. Ze zijn meestal moeilijk om waar te nemen. De grootste populatiedichtheid heeft de witkruinkolibrie in het laaggebergte aan de Caraïbische zijde van de waterscheiding, waar ze broeden tussen de 300 en 800 meter hoog. Na het broedseizoen verspreiden ze zich over een groter gebied, de meeste in de richting van het laagland, maar gedeeltelijk ook naar grotere hoogten tot zo'n 1.400 meter.

## Gedrag

### Nestelen
Kolibries zijn in het algemeen solitair, in het broedgebied maar ook tijdens trek, en er is geen paarband bij deze soort. De enige betrokkenheid van het mannetje bij het voortplantingsproces is de eigenlijke paring met het vrouwtje. Tijdens het broedseizoen, zingen meerdere mannetjes waar ze concurreren om de aandacht van de vrouwtjes. Deze arena (in het Engels lek) bevindt zich doorgaans aan de rand van het woud. Het vrouwtje vertrekt onmiddellijk na de copulatie. Een mannetje kan paren met meerdere vrouwtjes. Naar alle waarschijnlijkheid zal het vrouwtje ook paren met meerdere mannetjes. De mannetjes nemen niet deel aan het kiezen van het nestplaats, de bouw van het nest of het verzorgen van de kuikens.
Het vrouwtje van de witkruinkolibrie bouwt een komvormige nest van plantenvezels met daarin aan de buitenkant groen mos geweven als camouflage op een beschutte plaats in een struik of boom. Ze bekleedt het nest aan de binnenkant met zachte plantaardige vezels, haar en donsveren en versterkt de structuur met spinrag en andere kleverige materiaal, waardoor het nest zo rekbaar wordt dat het in grootte kan verdubbelen als de kuikens groeien en meer ruimte nodig hebben. Het nest meestal gemaakt op een lage, dunne horizontale tak.
De gemiddelde legsel bestaat uit twee witte eieren van 12½ bij 8 mm, die ze in haar eentje iets meer dan twee weken bebroedt. De jongen worden blind en kaal geboren. Het vrouwtje beschermt de kuikens en voedt ze met uitgebraakt voedsel (meestal gedeeltelijk verteerde insecten aangezien nectar onvoldoende eiwitten bevat voor de groeiende kuikens). Het vrouwtje duwt het voedsel met haar lange snavel direct in de maag van de jongen.
Net als bij andere kolibriesoorten worden de kuikens slechts ongeveer 12 dagen warm gehouden, zelfs op koelere avonden, waarschijnlijk omdat het kleine nest geen ruimte meer biedt. De kuikens verlaten het nest als ze ongeveer 20 dagen oud. De broedtijd is van januari tot juni.

### Voedsel
De witkruinkolibrie voedt zich voornamelijk met nectar uit een verscheidenheid van felgekleurde, geurende kleine bloemen van bomen, struiken, en epifyten. Hij heeft een voorkeur voor de bloemen met nectar met het hoogste suikergehalte (die vaak rood en buisvormig zijn) en verdedigen deze tegen voedselconcurrenten. Zij likken wel 13 maal per seconde met hun lange, uitschuifbare tongen de nectar al zwevend uit de bloem, terwijl hun staartveren omhoog gebogen zijn. Soms hangen ze echter aan de bloem tijdens het voeden.
Vele inheemse en gekweekte planten worden onder meer door deze vogels bestoven. De tong van de meeste bijen en vlinders is te kort voor diepe buisvormige bloemen en deze kunnen ze derhalve niet bestuiven. Witkruinkolibrie drinken ook suiker water uit speciale houders, of drinken uit vogelbadjes of fonteinen zwevend of zittend op de rand of als het water over de rand, maar ze blijven heel kort.
De soort vangt ook kleine spinnen en insecten,vooral tijdens het broedseizoen omdat deze rijke bron van eiwitten belangrijk is voor de goede ontwikkeling van de jongen. Insecten worden vaak gevangen in de vlucht, weggeplukt van bladeren, takken, of spinnenwebben. Een vrouwtje met jongen kan wel zo'n 2000 insecten per dag vangen.

### Territorium
De mannetjes vestigen zich in gebieden met een goed voedselaanbod, waar ze agressief zowel andere kolibriemannetjes verjagen als grote insecten (zoals hommels en pijlstaartvlinders) die willen voeden in hun territorium. Door zijn kleine formaat moet het mannetje van de witkruinkolibrie het echter vaak afleggen tegen grotere kolibriesoorten.

### Geluid
De contactroep van de witkruinkolibrie is een hoog tsip. De zang van het mannetje is een kwelend tsitsup tsitsup tsitsup tsuu ttsee.